# Puntigrus
Ne pas confondre avec le genre Puntius.
Genre
Puntigrus est un genre de poissons d'eau douce téléostéens de la famille des Cyprinidae (ordre des Cypriniformes). Ces espèces sont originaires d'Asie du Sud-Est.

## Liste des espèces
Selon World Register of Marine Species (10 août 2023) :
- Puntigrus anchisporus (Vaillant, 1902)
- Puntigrus navjotsodhii (Tan, 2012)[2]
- Puntigrus partipentazona (Fowler, 1934)
- Puntigrus pulcher (Rendahl, 1922)
- Puntigrus tetrazona (Bleeker, 1855) (anciennement Puntius tetrazona)

## Systématique
Le nom valide complet (avec auteur) de ce taxon est Puntigrus Kottelat, 2013,.

## Étymologie
Le nom générique, Puntigrus, est la combinaison de la première syllabe du genre Puntius, et de tigrus, dérivé du latin tigris, « tigre », et fait référence à la fois aux motifs rayés de ces espèces, et au nom commun anglais de tiger barb qui leur est souvent donné.

## Publication originale
- (en) Maurice Kottelat, « The fishes of the inland waters of Southeast Asia: A catalogue and core bibliography of the fishes known to occur in freshwaters, mangroves and estuaries », The Raffles Bulletin of Zoology, Lee Kong Chian Natural History Museum (d), vol. Supplement 27,‎ 2013, p. 1-663 (ISSN 0217-2445 et 2345-7600, lire en ligne).